# Truyện tranh Việt Nam

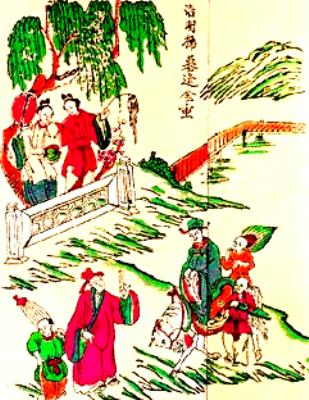
Kim Vân Kiều là tác phẩm được thể hiện dưới hình thức mạn họa nhiều nhất xưa nay tại Việt Nam và chưa có dấu hiệu ngưng lại.

Truyện tranh Việt Nam (tiếng Anh: Viet comics) là thuật ngữ do Bán nguyệt san Tuổi Hoa khởi xướng từ thập niên 1960, được hiểu gồm các hoạt động sáng tác, phê bình và ấn loát mạn họa có xuất xứ Việt Nam.

## Lịch sử

### Trung đại (1901 về trước)

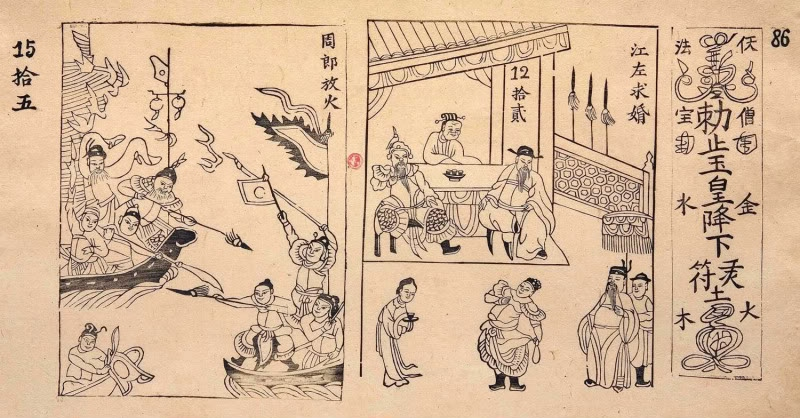
Một trang trong sách Kỹ nghệ của người An Nam minh họa Tam quốc diễn nghĩa.

Chứng tích "truyện tranh Việt Nam" xuất hiện sớm nhất ở trung đại với các loại hình sáng tác và ấn loát đậm ảnh hưởng Trung Hoa hoặc đôi khi Ấn Độ. Nguyên ủy mục đích là truyền tải văn chương theo cách sinh động và dễ hiểu nhất cho đại chúng. Các tác phẩm tập trung nêu những thông điệp huấn đạo thông qua giai thoại và để lại tới ngày nay bằng văn khắc hoặc thủ bản. Đáng kể trong đó là vấn đề tam cương ngũ thường được trình bày thật dung dị và sinh động để nữ lưu ít học cũng dễ tiếp thụ. Những loại hình như thế được gọi nôm na là mạn họa (漫畫), liên-hoàn họa (連環畫) hoặc phong-tục họa (風俗畫), hầu như được hình dung là luân lý giáo khoa thư giản hóa.
Đương thời, mạn họa được coi là hạng văn nghệ ít phức tạp nhất, tầm thường và chỉ dành cho hạ lưu. Đặc biệt từ thế kỷ XVIII, khi kỹ nghệ ấn loát nở rộ, mạn họa chiếm vai trò thống lĩnh trong việc phổ thông hóa dòng văn chương diễm tình, chí quái mà triều đình ra sức ngăn cấm và liệt hạng dâm thư. Cứ theo Đại Nam thực lục, những thư ấn đường làm lậu sách ấy mà phát giác thì phải niêm phong và chưởng quản bị phạt rất nặng, hình thức cao nhất thường là phát vãng.

### Pháp thuộc (1902–1953)

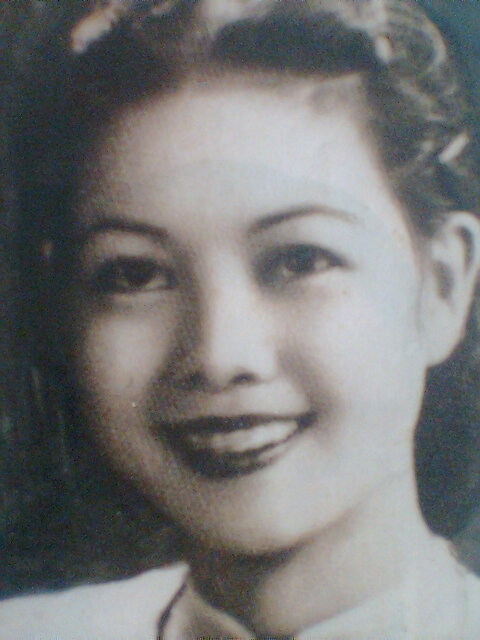
Bà Nguyễn Minh Mỹ – Tác giả nhiều bức họa cho thiếu nhi.

Sau khi Liên bang Đông Dương thành lập, tình trạng hòa bình kéo dài cùng sự bảo trợ văn hóa tích cực của giới chức đã phát sinh hiện tượng sách báo in nhiều tới mức bão hòa. Ban đầu, "truyện tranh" xuất hiện trong hình thức mới với vai trò trào phúng hoặc truyền tải tin tức một cách hóm hỉnh cho công chúng ít học cũng theo được, khiến trang báo trở nên vui mắt hơn. Hình thức này được gọi là hoạt-kê họa (滑稽畫), hí họa (戲畫) hoặc biếm họa (貶畫).
Thập niên 1930, khi trào lưu Âu hóa thổi bùng sức chuộng giải khuây trong cư dân thành thị, "truyện tranh" mới thực trở nên một dòng nghệ thuật độc lập, hấp dẫn sự dự phần của lượng cực lớn tác gia và độc giả, thậm chí có vài họa sĩ đã mở triển lãm và đem tác phẩm của mình ra ngoại quốc với thành công vang dội. Điển hình là bộ ba Bang Bạnh – Xã Xệ – Lý Toét của tuần báo Phong Hóa và Ngày Nay "hô phong hoán vũ" (chữ trên mặt báo đương thời) khắp tam kỳ, được ngay cả ngài toàn quyền đương nhiệm ngợi khen. Kém hơn một chút có truyện dài kỳ Ba đứa trẻ mạo-hiểm của tác giả Nguyễn Văn Thịnh hầu như duy nhất bấy giờ được in nhiều màu. Ngoài ra còn có tuần báo Vịt Đực với những biếm họa nhằm vào báo giới và văn sĩ An Nam, thậm chí không từ chính phủ bảo hộ và ngài toàn quyền. Hình thức này được gọi nôm na là chuyện bằng tranh.
| “                                             | Bút Sơn ở Saigon (người đẻ ra Xã Xệ), tên thật chưa biết. Xin ông Bút Sơn (nếu ông còn sống) hoặc các bạn, cho biết tên thật. | ” |
| — Trích Đời làm báo, tác giả Nguyễn Tường Tam | |   |

| “                   | Hình tượng Lý Toét ban đầu do Nhất Linh vẽ, Nguyễn Gia Trí có sửa đôi chút. Còn Xã Xệ và Bang Bạnh do Nguyễn Gia Trí nghĩ kiểu. | ” |
| — Nguyễn Tường Bách | |   |

| “                                                                         | Anh-em ạ ! Bây giờ hẳn được yên-ổn làm ăn. Ruộng ta cày ta sẽ có gạo ăn ! Sống với cỏ-cây thật là cái thú riêng của anh-em ta. Nghênh-ngang ở chốn núi-rừng ! Cũng bởi anh-em ta có tính mạo-hiểm. Thôi từ nay ta cứ ở quách đây còn hơn là lăn-lóc chốn tỉnh-thành ! Biết đâu có kẻ lại chẳng tìm đến ta ! Hù-hù ! | ” |
| — Trích Ba đứa trẻ mạo-hiểm của tác giả Nguyễn Văn Thịnh, Cậu Ấm tuần báo | |   |

Trong Đệ nhị Thế chiến cũng xuất hiện hình thức mạn họa tuyên truyền chính trị của chính phủ Vichy, quân quản Nhật và các chính đảng bản xứ. Sau thế chiến, khi người Pháp giảm bớt ảnh hưởng thì một thời gian ngắn diễn ra xu hướng kêu gọi kháng Pháp và chấn hưng quốc học bằng mạn họa từ cơ quan tuyên truyền của các tổ chức chính trị – tông giáo. Sang đầu thập niên 1950, tại các thành thị rầm rộ trào lưu quốc tế hóa ngành xuất bản. Tại Hà Nội và Sài Gòn manh nha dòng truyện phóng tác những tiểu thuyết cổ điển hoặc văn chương kị sĩ với mục đích lãng mạn hóa thị hiếu công chúng, ít nổi hơn còn có dòng tranh thánh tích và giáo huấn thanh nữ nhi đồng bằng mực tím của các xứ đạo Hải Phòng, Nam Định, Huế, Biên Hòa, Vĩnh Long... Sự kết hợp văn chương và hội họa đã gây trào lưu đọc vô cùng khởi sắc, mà có nhiều bài báo đương thời quả quyết, hiện tượng mù chữ và lưu manh công cộng giảm rõ rệt.
- Nguyễn Tường Tam (Đông Sơn)
- Lê Minh Đức (Bút Sơn)
- Nguyễn Gia Trí (Rigt)
- Tô Ngọc Vân (Tô Tử, Ái Mĩ)
- Lê Phổ
- Nguyễn Thứ Lễ (Lê Ta)
- Nguyễn Tường Long (Tứ Ly)
- Nguyễn Văn Thịnh
- Nguyễn Cát Tường (Lemur)
- Nguyễn Minh Mỹ
- Trần Bình Lộc (Nhất Sách)
- Tạ Tỵ
- Lương Xuân Nhị
- Bùi Xuân Phái (Phái, BXP)

### Phân liệt (1954–1976)

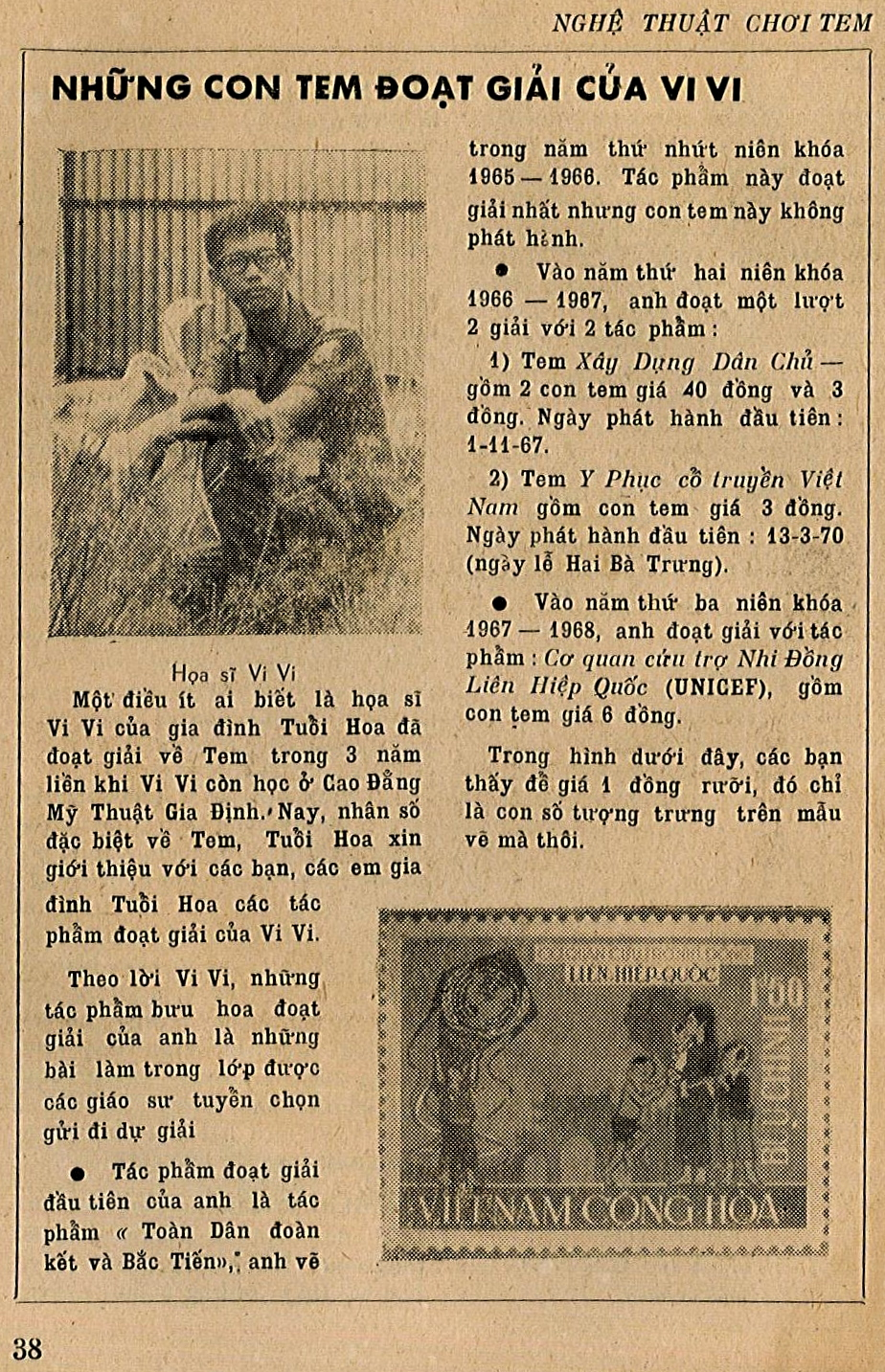
Bài báo Nghệ-thuật chơi tem – Những con tem đoạt giải của ViVi.

Truyện tranh Kỳ Anh – Điệp vụ dưới đáy bể của họa sĩ Đoàn Đức Tiên.

Từ thập niên 1960, tại Việt Nam Cộng hòa phát triển vũ bão ngành ấn loát do chính sách tự do báo chí sau Cách mạng 1 tháng 11. Bán nguyệt san Tuổi Hoa sớm lĩnh vai trò tiên phong trong văn hóa đọc và hoằng dương hình thức mạn họa mới. Thuật ngữ tranh-truyện Việt-nam xuất hiện đều đặn trên các số Tuổi Hoa đã được công chúng và nhiều báo khác "sao chép" tích cực.
Truyện tranh thời này không bó hẹp trong những chủ đề đạo đức, gia đình, tình yêu, tình bạn, đồng thoại cứng nhắc nữa mà có thêm các dòng phiêu lưu, trinh thám, khoa học viễn tưởng, Viễn Tây, võ hiệp... dưới sức ảnh hưởng của những cái tên như Spirou, Marvel, Hollywood và thậm chí Jules Verne, Conan Doyle, Kim Dung. Họa sĩ không chỉ là những nhân vật được đào tạo bài bản mà gồm cả người tay ngang, thậm chí còn thi hành quân dịch. Vấn đề ngôn ngữ mạn họa cũng xuất hiện với tính cấp thiết và gây tranh cãi trong giới văn bút và phê bình, tạo ra nhiều hình thức truyền đạt súc tích, hoạt náo hơn trước.
| “                                                                                       | Được rồi ! Vài hôm nữa sẽ có người đến điều-tra, ông Tư cứ yên-tâm. Vâng ! Xin nhờ các thầy vậy... Chiếc xe cảnh-sát rời trang-trại để lại lão Tư Mập một-mình với bao nỗi hoang-mang lo-sợ... Không biết nó có định ăn thịt bầy trâu của mình không ? Hai hôm sau tại Sàigòn... Alô ! Siêu-Vũ đấy à ? Đến gấp nhé... Vâng ! Siêu-Vũ đây... Tôi đến ngay... | ” |
| — Trích Siêu-Vũ trong điệp-vụ Người-Bay của tác giả Nguyễn Tài, Bán nguyệt san Tuổi Hoa | |   |

| “                                                                                     | Kỳ-Anh, chàng thám-tử trong ngành phản-gián CIA. Cái đặc-biệt của Kỳ-Anh là có-thể tàng-hình khi có một giòng điện chạy qua cơ-thể. Khi đó chàng sẽ biến thành một bàn tay bằng thép, và có-thể xử-dụng một khẩu súng phóng hơi mê rất tài-tình. Hôm ấy, trong một phi-vụ đặc-biệt của đoàn phi-cơ quân-sự gián-điệp... Alô ! Chúng tôi vừa phát-giác ra có một vật lạ trên không-phận chúng ta ! Xin cho biết phải làm sao ? Stop... | ” |
| — Trích Kỳ-Anh Điệp-vụ dưới đáy bể của tác giả Đoàn Đức Tiên, Bán nguyệt san Tuổi Hoa | |   |

Tại địa phận Việt Nam Dân chủ Cộng hòa, truyện tranh được giám sát chặt và nằm trong một số chủ đề cố định, chủ yếu do các đơn vị ấn loát là Khăn Quàng Đỏ, Nhi Đồng, Thiếu Niên Tiền Phong và Kim Đồng, còn lại có thể chỉ mang tính thời điểm. Phong cách hội họa Bắc Việt nặng yếu tố giáo dục, cổ động và đôi khi cũng truyền tải thông điệp văn hiến cổ truyền, nét vẽ và mô thức sáng tác thường mang dấu ấn hiện thực xã hội chủ nghĩa. Tác phẩm tiêu biểu nhất là Dế Mèn phiêu lưu ký của họa sĩ Ngô Mạnh Lân, được tái bản không dưới 10 lần và chính tác giả chuyển thể phim hoạt họa.
- Lê Văn Đệ
- Đào Sĩ Chu
- Nguyễn Văn Duyến (Tú Duyên)
- Lê Minh[5]
- Nguyễn Hải Chí (Chóe)
- Võ Hùng Kiệt (ViVi)
- Hướng Dương
- Nguyễn Tài
- Nguyễn Đình
- Đoàn Đức Tiên
- Vịt Mò
- Kiến Vàng
- Nguyễn Rĩ (R. Nguyễn)
- Ngọc Linh[6]
- Đức Lâm
- Đức Hạnh
- Long Ân
- Vũ Tân
- Văn Hiếu
- Ngô Mạnh Lân
- Hoàng Dzự[7] (Dzím)
- Bùi Quang Ngọc
- Trần Văn Phú[8]

### Bao cấp (1977–1985)
Sau Ngày Thống Nhất, truyện tranh Việt Nam có điều kiện phát huy kỹ thuật ấn loát nhờ kỹ nghệ Việt Nam Cộng hòa và chương trình viện trợ theo chu kỳ 10 năm của Liên bang Xô Viết cùng khối SEV, nhưng chủ đề sáng tạo bị chững lại một thời gian dài do chế độ kiểm duyệt khắt khe. Thời này hầu như thống lĩnh dòng truyện chiến đấu và một số ít hơn là sự nghiệp nhân vật được coi là anh hùng trong lịch sử, dấu gạch nối các từ trong câu chính thức được bãi bỏ cho văn phạm đỡ rườm rà, tuy nhiên nó vẫn tồn tại trong việc kí chú các từ ngữ ngoại lai. Nét vẽ cũng dần hòa quyện phong cách hai miền Bắc-Nam với sự rắn rỏi, dứt khoát hơn trước.
Sang thập niên 1980, Nhà xuất bản Kim Đồng từ thử nghiệm tới chính thức ấn hành dòng truyện trên giấy dó với những nét vẽ phỏng hội họa dân gian cổ truyền. Hình thức tuy cũ mà mới này đã đẩy nhanh dòng mạn họa đồng thoại lên đỉnh cao và chiếm thị phần cao nhất, có những thời điểm tại quầy sách chỉ bày truyện tranh kể những cổ tích. Bên cạnh đó, Kim Đồng cũng tán trợ nhóm họa sĩ Đỗ Hoàng Tường biên soạn tạp chí truyện tranh Bút Chì, phát hành được vài năm và gây cơn sốt ái mộ trên toàn quốc.
Đây cũng là thời kỳ việc in màu trở nên đại chúng và ít phí tổn hơn xưa. Trong giai đoạn này, hầu như địa phương nào cũng có cơ quan ấn loát truyện tranh. Lượng phát hành dần đạt những cột mốc rất lớn, ít nhất từ 1.100–1.500 ấn bản, cao nhất có khi lên đến 80.000–150.000 với trường hợp Tướng quân họ Đoàn của Nhà xuất bản Văn hóa Dân tộc.
- Tạ Thúc Bình
- Phan Doãn
- Tạ Lựu
- Nguyễn Bích
- Phan Anh Toàn
- Mạnh Quỳnh
- Nguyễn Hữu Thụ
- Nguyễn Trọng Khôi[9] (Tu Mi)
- Đinh Cường
- Nguyễn Ngọc Phong
- Phạm Cao Hoàng
- Đỗ Hoàng Tường[10]

### Cải cách (1986–2006)
Ngay khi chính sách kiểm duyệt được tháo dỡ nhiều khâu, bắt đầu từ Kim Đồng và Mỹ Thuật phát sinh làn sóng du nhập yếu tố ngoại quốc vào truyện tranh. Tuy nhiên, đa số ấn phẩm ban đầu vẫn đóng khung trong các chủ đề giáo dục đạo đức và tư tưởng. Tuy nhiên, sự xuất hiện bất ngờ của trứ tác Dũng sĩ Hesman với nội dung thuần giải trí đã gây biến đổi hẳn ngành mạn họa Việt Nam. Đây được coi là trường hợp thành công nhất và được thêu dệt thành huyền thoại trong giới mạn họa sĩ, mà tác giả Nguyễn Hùng Lân đặt nhan đề Dũng sĩ Hesman, mà ban sơ nhà xuất bản phụ chú "Truyện tranh Nhật Bản", sau đó sửa lại thành "Phóng tác từ truyện tranh ngoại quốc". Tác phẩm này được truyền thông trích dẫn như một ví dụ về sự thăng hoa của truyện tranh xuất xứ Việt Nam.
Ngay sau thành công ấy, đồng hành với cơn sốt ái mộ dòng phim cổ trang chuyển thể các tiểu thuyết cổ điển Trung Hoa, có ít nhất hai ấn phẩm được chú ý ngay từ khâu phát hành là Phong thần và Ngọn lửa Hồng Sơn. Thậm chí với Phong thần, đơn vị phát hành phải ấn loát thêm và chia 4 tập thành 12 quyển để độc giả bình dân dễ tiếp cận.
Bên cạnh việc ấn hành truyện ngoại mà các tác gia cũng tích cực "mượn" ý tưởng quốc tế vào ấn phẩm của mình, việc này vô hình trung khiến độc giả tưởng lầm là truyện ngoại đích thực. Điển hình là việc phóng tác những cuốn phim lừng danh đương thời như: Hãy đợi đấy, Công viên kỷ Jura, Tom và Jerry, Charlot, Những cuộc phiêu lưu của Tintin...
| “                                                                                | Như ta đã biết, dũng sĩ Hesman là một robot khổng lồ do năm con robot mãnh sư ghép lại mà thành. Cùng với thanh gươm ánh sáng vô cùng lợi hại, Hesman đã giúp đỡ các bạn từ thiên hà Garrison đến để chiến đấu chống bọn quái vật hung bạo ngoài vũ trụ, nhằm bảo vệ hòa bình và xây dựng hành tinh Arus xinh đẹp. | ” |
| — Tựa Dũng sĩ Hesman của tác giả Nguyễn Hùng Lân, Nhà xuất bản Mỹ thuật Việt Nam | |   |

Mãi tới năm 2004, khi Công ước Berne được chính phủ Việt Nam cam kết áp dụng, hiện trạng này mới vãn hồi. Sự kiện được một số cơ quan thông tấn coi là cột mốc cho sự thoái trào của truyện tranh Việt Nam vì không chịu nổi sức ép của truyện ngoại. Có những giai đoạn truyện ngoại gây bão hòa thị trường sách cho thanh thiếu niên. Một ước tính cho thấy, trước năm 2003, trung bình Việt Nam xuất bản 4.000 đầu truyện tranh/năm với số bản in khoảng 3.000 bản/đầu truyện, nhưng vào một thời điểm chỉ trong 8 tháng đầu năm 2003, con số này đã lên tới 13.000 đầu truyện qua đó chứng tỏ sức hút ngày càng mạnh của truyện tranh, trong đó có tới 7/10 thiếu nhi ở thành phố được hỏi đều có mua đọc, và 10/10 trong số đó đều thích truyện tranh.
- Nguyễn Phước Vĩnh Khoa[12] (VINK)
- Nguyễn Thị Giang (CINE)
- Nguyễn Hùng Lân[13] (Hùng Lân, Nguyên Hùng, Thiện Chí, HL)
- Nguyễn Văn Hương[14] (Kim Khánh)
- Hồ Thị Hương
- Nguyễn Hà Bắc
- Mai Long
- Phạm Minh Trí (Minh Trí)
- Nguyễn Thị Phương Hoa (Phương Hoa)
- Nguyễn Thái Hùng (Thái Hùng)
- Vũ Kim Dũng
- Trần Minh Tâm
- Lê Phương[15] (LEO)
- Đào Hồng Hải (Đào Hải)
- Nguyễn Quang Toàn[16] (Quang Toàn)
- Nguyễn Hữu Ước (Hữu Ước)
- Trần Tử Văn (Năm Tu Huýt)
- Nguyễn Cửu Thọ[17] (Trần Hùng, Bóng Nhựa)
- Lê Mộng Lâm[18] (Mai Rừng)
- Hoài Thu
- Mạc Can

### Suy thoái (2007 đến nay)

Tác phẩm Thần đồng đất Việt từng gây ấn tượng suốt thập niên 2000.

Một sản phẩm gắn mác Việt Nam được công chúng "tạm chấp nhận được".

Thập niên 2000 được báo giới Việt Nam gọi là thời kỳ "xâm lăng" của manhua-manhwa-manga với việc tăng đột biến thị phần và sức đọc, cùng các hoạt động liên đới. Truyện tranh có xuất xứ Đông Bắc Á không chỉ gói gọn trong sách mà đi vào các sản phẩm thương mại và trở nên trào lưu giải trí trong giới trẻ. Trong bối cảnh đó, nhiều họa sĩ đã hoạt động nhiều năm đành gác bút, có những tác phẩm buộc phải ngưng khi chưa có hồi kết. Giai đoạn này chứng kiến từ đình đồn tới khủng hoảng của truyện tranh xuất xứ Việt Nam.
Để đáp lại xu thế này, truyện tranh Việt Nam cũng có dấu hiệu nỗ lực lớn, một số đơn vị đã tung ra thị trường truyện Việt cho người Việt, khởi đầu là TVM Comics với một loạt truyện cho thiếu nhi và cả người lớn, trội nhất là tác phẩm của nhóm B.R.O (Sài Gòn) đã được doanh nghiệp Nhật Bản đề nghị cộng tác, sau đó nhiều đơn vị cũng mạnh dạn đầu tư vào lĩnh vực này và thu hút số lượng lớn đội ngũ họa sĩ, sáng tác có chất lượng khả quan. Một số đơn vị xuất bản lặng lẽ tiến hành cổ phần hóa và gấp rút kiến tạo thế hệ họa sĩ mới sung mãn như kỳ vọng.
Năm 2002, Công ty Phan Thị kết hợp Nhà xuất bản Trẻ tiến hành in Thần đồng đất Việt, mượn các yếu tố Việt sử để thu hút thị hiếu của độc giả hoa niên, đồng thời phát động một số phong trào đọc truyện hoặc vui chơi có thưởng để làm tăng mối lưu tâm của công chúng. Trong tổng số 120 tập đã phát hành, tác phẩm này có phân nửa từng đạt doanh thu ấn tượng trên thị trường sách và nhận được một số giải thưởng văn hóa. Mặc dù được báo giới kỳ vọng đẩy bớt truyện ngoại, nhưng Thần đồng đất Việt chóng sa ngõ cụt sau vài năm vì cách chọn chất liệu và phương pháp truyền tải được đánh giá là khô khan, nhiều chi tiết lố không hợp mĩ quan giới trẻ. Một số tác phẩm như Long thần tướng thậm chí chép nguyên si nhiều đoạn dẫn lê thê từ giáo khoa thư, khiến sách bị báo chí chỉ trích vì ngôn từ dông dài không hợp hình thức mạn họa, bản thân tác giả thiếu vốn sống. Mặc dù được giải khuyến khích Manga Nhật Bản nhưng doanh thu sách không khả quan. Nhiều cơ quan thông tấn cũng đăng nhiều loạt bài phê phán sự "suy thoái nghiêm trọng của đạo đức người cầm bút và ngôn ngữ mạn họa".
| “                             | Trước đây truyện tranh Việt có ảnh hưởng lối vẽ comic của Tây phương, nhất là truyện tranh Pháp. Nhưng theo tôi, dù vẽ theo lối nào đó cũng chỉ là phương tiện, cái chính là câu truyện, là vấn đề mình muốn thể hiện, chuyển tải. Tôi thấy truyện tranh Việt Nam trước đây phát triển hồn nhiên, trong trẻo, ít nhiều vẫn có bản sắc. Nó chỉ chững lại sau cuộc "đổ bộ" của truyện tranh Nhật, sau đó là thời kỳ ảnh hưởng manga. Còn bây giờ, theo tôi chính là thời điểm của truyện tranh Việt với sức trẻ 8-9X. | ” |
| — Họa sĩ Mai Rừng Lê Mộng Lâm | |   |

Những năm cuối thập niên 2010, cổ tích xuất bản trong hình thức truyện bắt mắt tái xuất, nhưng nhiều tác phẩm không thể hiện được những tình tiết được coi như linh hồn đồng thoại. Tỉ dụ, truyện Tấm Cám của Nhà xuất bản Tổng hợp Đồng Nai bị lược hết câu thần chú âu yếm gọi cá của Tấm "Bống bống bang bang, lên ăn cơm vàng, cơm bạc nhà ta, chớ ăn cơm hẩm, cháo hoa nhà người", hay lời nói như thơ của bà cụ nhân hậu "Thị ơi, thị rụng bị bà..." để thay bằng những câu thoại nhảm: "Tấm, mày hâm à, mày câm à, sao mày đâm thủng cái mâm", "Bái bai, thấy chết liền". Thậm chí có những truyện viết sai lệch nội dung, hoặc đưa vào các tình tiết hư cấu, sai sự thật nhằm mục đích gây cười. Cổ tích Nghìn lẻ một đêm của Nhà xuất bản Kim Đồng đã được phóng tác quá mức, mang những nội dung phản cảm với những cảnh gợi dục và câu từ yêu đương thô tục không được chau chuốt mà lại vận dụng tối đa, dù là sách cho thiếu nhi.
Một số tác phẩm đáng chú ý khác như Danh nhân đất Việt, Mai Mơ và Chi Li, Tomi Happy, Tý Quậy, Sát thủ đầu mưng mủ, Phê như con tê tê, Cảnh sát chính tả, Tắt đèn, Chí Phèo, Giông tố, Học sinh chân kinh của B.R.O, An Nam học viện của Black-White, hay bộ Đất rồng của các tác giả Đinh Việt Phương, Đỗ Như Trang, Lê Lâm Viên (công ty 3D-Art) được giải thưởng quốc tế Manga năm 2012. Nhưng so với truyện ngoại, truyện tranh Việt Nam còn quá nặng về tính giáo điều, nhồi nhét ngô nghê, hình thiếu linh hoạt, các họa sĩ hoặc nhóm sáng tác, xuất bản xã... dù có tâm huyết tới mấy vẫn chỉ làm được những sản phẩm vụn vặt, không gây được hướng cho truyện tranh Việt Nam. Truyện tranh Việt Nam thời này vẫn đang trong giai đoạn định hình hết sức chật vật, không những chưa thể cạnh tranh với truyện ngoại mà còn vì thể tài có thể được cấp phép rất hạn chế (với cớ thường là vi phạm thuần phong mĩ tục) theo xu hướng tăng mạnh khâu kiểm duyệt truyện tranh trở lại (thường được gọi vui là tuýt còi). Điển hình trường hợp Sát thủ đầu mưng mủ, Phê như con tê tê và Hàng xóm của tác giả Nguyễn Thành Phong.
| “                                                | Và tiếp sau đó... Bẩm, thần có điều cần báo ! Ờ, ta nghe đây ! Dạo gần đây, dòng sản phẩm Kim Quy liên tục... Sao, phải chăng ai cũng ái mộ rùa của ta ? Biết mà, có hoa tay của khanh thì truyện gì cũng ổn thỏa ! Dạ không phải ! Chỉ là... ừm là... thần đang nghiên cứu sản phẩm Kim Quy 2.0. Cúi xin chúa công gieo ý tưởng cho ! Khanh quả xứng kì vọng của ta hầy ? | ” |
| — Trích An Nam học viện của bút nhóm Black-White | |   |

Bên cạnh sự khủng hoảng của truyện tranh dài kỳ, thì dòng truyện có yếu tố trào phúng trên báo chí vẫn phát triển âm thầm. Một số tổ chức như Tuổi Trẻ Cười, Hoa Học Trò, Truyện Tranh Trẻ, Công an Thành phố Hồ Chí Minh, Công an Nhân dân trở nên sốt tại các sạp báo. Báo giới bắt đầu quay lại cách gọi truyền thống là mạn họa nhưng với ý nghĩa mới là sánh ngang manhua-manhwa-manga. Tuy nhiên, mạn họa Việt Nam vẫn bị chỉ trích vì xơ cứng, nghèo nàn tới mức phải quy lụy phong cách Nhật Bản và sự hỗ trợ của phần mềm vi tính. Tựu trung, do vắng hẳn lực lượng họa sĩ chuyên nghiệp với kỹ năng cao, đây vẫn là mảng trống lớn không được chú tâm đào tạo.
| “                           | Nói về thị trường truyện tranh Việt hiện nay thì tôi thấy èo uột, chưa phát triển được. Do yếu tố vẽ chưa bằng ngoại quốc, sản xuất cũng không bằng. Mỗi tuần một họa sĩ manga có thể vẽ được hơn 18 trang. Tốc độ vẽ và sản xuất phải thỏa mãn được cái nhu cầu đọc liên tục của độc giả. Còn truyện Việt chưa đáp ứng được điều đó. Thử nghĩ việc đọc xong kỳ này mà chờ mãi mới ra kỳ tới thì người đọc rất dễ nản và bỏ luôn không theo dõi nữa. Họa sĩ Việt Nam không thua thế giới, nhưng chưa thể sống khỏe bằng nghề truyện tranh, trong khi ở các nước thì họa sĩ truyện tranh có thu nhập tốt. Bởi thế nghề vẽ truyện tranh chuyên nghiệp ở Việt Nam chưa phát triển được. | ” |
| — Họa sĩ Nguyễn Trung Thạch | |   |

- Trương Lực[29][30] (Marcelino Trương)
- Tạ Huy Long[31]
- Lê Phong Linh (Lê Linh)
- Phan Kim Thanh[32]
- Trần Quang Đức (Vân Trai)
- Thiết Kiện
- Nguyễn Thùy Linh
- Nguyễn Trung Thạch[33]
- Thái Mỹ Phương
- Nguyễn Hiền Thương (Lampbo)
- Vũ Văn Lâm (LVV)
- Bùi Đình Thăng (Thăng Fly)
- Bùi Thanh Bình
- Nguyễn Minh Hiệu (Hiệu Sicula)

## Văn hóa
Truyện tranh Việt Nam ngày nay được công nhận là một loại hình nghệ thuật độc lập và coi như hiện tượng văn chương chủ yếu dành cho giới trẻ, mà trước hết là học trò. Trong một số bài nghiên cứu lĩnh vực truyện tranh, vài tác giả còn đánh giá là sự phái sinh đáng lưu ý của hội họa, nhưng lại không hề giống văn chương và hội họa. Tại Việt Nam, từ 2003 tới nay Đại học Hồng Bàng, Đại học Mỹ thuật Sài Gòn cùng Viện Truyện tranh và Hoạt hình là những cơ quan hiếm có chương trình đào tạo mạn họa sĩ chuyên nghiệp và hàng năm mở hội thi sáng tác truyện tranh có bảo trợ xuất bản.

### Ảnh hưởng

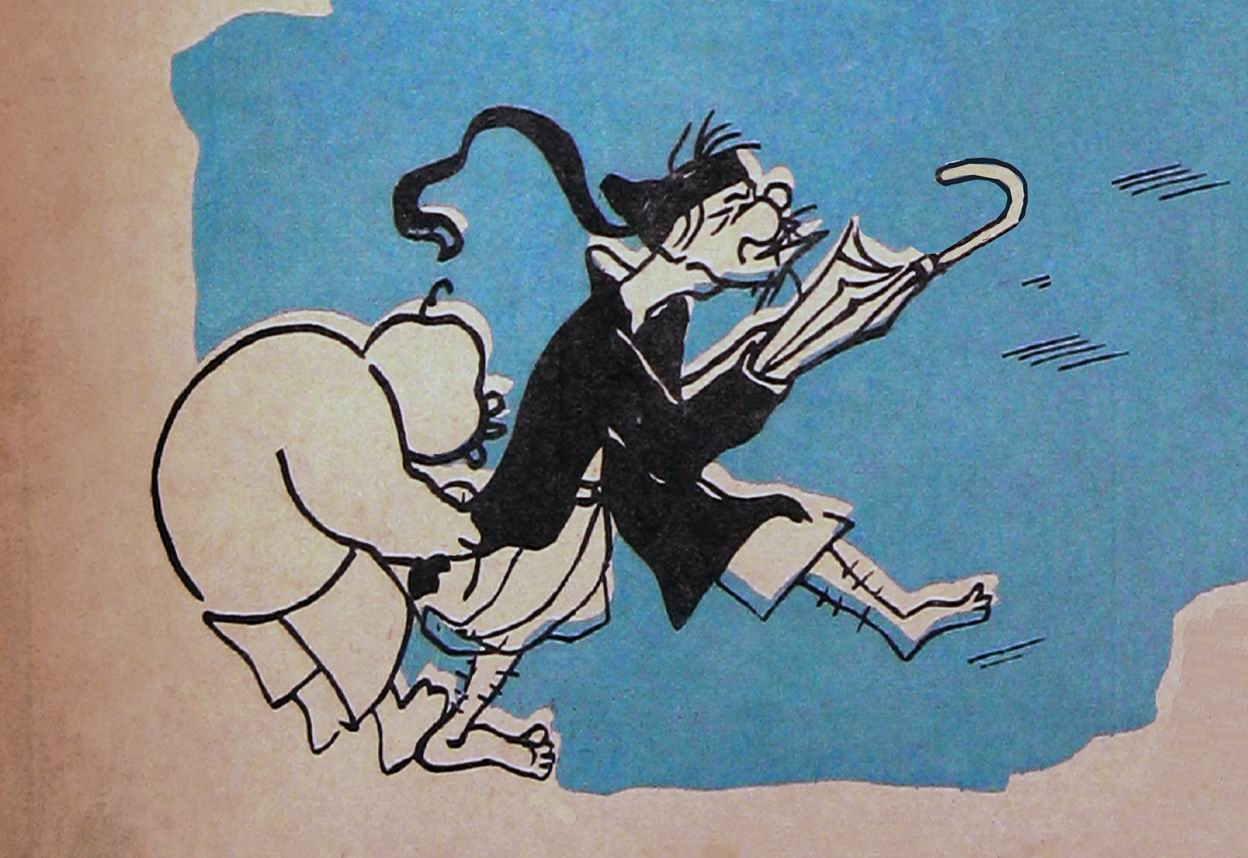
Cảnh Xã Xệ theo Lý Toét cắp đít ra tỉnh.

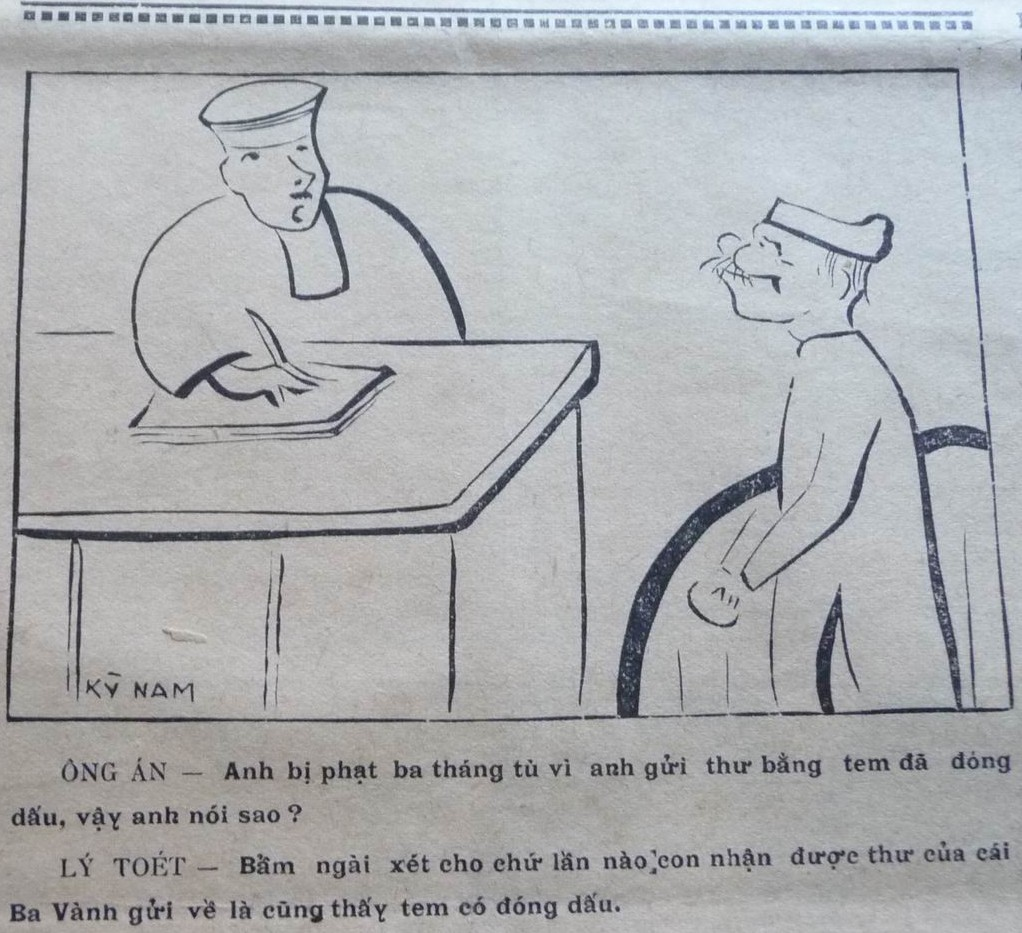
Lý Toét và ông án trên tờ Phong Hóa.

Trong một bài khảo cứu của tác giả Vương Trí Nhàn trên tuần báo Thể Thao và Văn Hóa ngày 15 tháng 2 năm 2005, nhân vật Lý Toét là một sản phẩm "buồn buồn vẽ chơi" của tác giả Đông Sơn trên manchette tuần báo Phụ Nữ Thời Đàm số ra ngày 10 tháng 11 năm 1930. Sau khi anh em Nguyễn Tường mua lại tờ Phong Hóa của Phạm Hữu Ninh và Nguyễn Xuân Mai, Lý Toét được tái sinh và đánh bạn với hai nhân vật khác là Xã Xệ, Bang Bạnh. Bộ ba này cứ thế làm mưa làm gió cho đến tuần báo Ngày Nay mới dứt hẳn.
Suốt thập niên 1930, hình tượng Bang Bạnh – Xã Xệ – Lý Toét liên tục bành trướng trên mặt báo khắp Tam Kỳ với nhiều tay vẽ khác nhau, thậm chí tòa soạn Phong Hóa còn nhân đó mở hội thi vẽ tranh hài hước. Trong các thập niên sau khi Bang Bạnh – Xã Xệ – Lý Toét kết thúc trên mặt báo, hình tượng này lại được tái hiện trong các loại hình sân khấu như chèo, tuồng, cải lương, thoại kịch, thậm chí đi vào thi phú. Bên cạnh đó, có nhiều câu thoại truyện tranh cũng trở nên khẩu ngữ dân gian. Cho đến năm 2018 đã có một số truyện được dựng phim như Dế Mèn phiêu lưu ký, Truyện Trê Cóc, Cuộc phiêu lưu của Ong Vàng, Tý Quậy (Tít và Mít), Bi, Bo và Kim Quy (Chiếc giếng thời gian), Thần đồng đất Việt.
Cũng có luồng quan điểm coi truyện tranh là thứ văn hóa phẩm đầu độc tâm hồn trẻ nhỏ, và tại Việt Nam ngay đến hệ thống phân cấp thể tài và lứa tuổi cũng chưa từng được nhà chức trách nêu. Một số nhà giáo dục và ngôn ngữ học lên tiếng cảnh báo về tác hại truyện tranh tại Việt Nam.
| “                                                                                | Ngôn ngữ truyện tranh tồn tại ba vấn đề. Thứ nhất, nhiều cuốn truyện tranh đưa sự không chuẩn hóa của tiếng Việt vào sách. Ngôn ngữ đó là ngôn ngữ chợ búa chứ không phải là ngôn ngữ văn hóa. Lứa tuổi trẻ con cần ngôn ngữ văn hóa dù chỉ là ngôn ngữ đơn giản thôi. Chính việc đưa ngôn ngữ đó vào truyện để trẻ tiếp xúc hàng ngày là điều làm tôi đau đớn nhất. Thứ hai, phần lớn truyện tranh trên thị trường hiện nay là truyện dịch. Chưa kể đến trình độ người dịch mà bản thân ngôn ngữ trong truyện đã mang phong thái của nước ngoài. Nhiều truyện tranh của Việt Nam tự viết cũng chưa được chuẩn về ngôn ngữ. Nhiều tác giả chưa có trình độ cao về mặt ngôn ngữ và văn hóa. Thứ ba, truyện tranh còn chạy theo lợi nhuận. Nếu như sách nghiên cứu chỉ in vài trăm bản thì truyện tranh in vài trăm nghìn bản. Cũng chính việc chạy theo lợi nhuận mà nhiều nhà xuất bản đã cho in nhiều cuốn chất lượng chưa thực sự tốt. Truyện tranh cũng có chức năng giáo dục nhưng hiện nay ở ta đang đặt lợi nhuận cao hơn chức năng giáo dục. | ” |
| — GS.TS Trần Trí Dõi, nguyên chủ nhiệm khoa Ngôn ngữ học trường DH KHXH&NV QG-HN | |   |

Tác phẩm Bi, Bo và Kim Quy được đánh giá rất cao về thị giác và ngôn ngữ.

Văn sĩ Văn Giá, chủ nhiệm Khoa Sáng tác Phê bình Văn học, Đại học Văn hóa Hà Nội cho rằng "nhiều truyện tranh hiện nay quá chú trọng phần hình còn phần lời thoại, lời dẫn thì cẩu thả, không chuẩn xác và mang tính bạo lực. Ngôn ngữ nghèo nàn trong các truyện tranh không thể kích thích phát triển khả năng ngôn ngữ, sự tích lũy ngôn ngữ của trẻ. Bên cạnh đó, ngôn ngữ của nhiều cuốn rất trắng trợn, bạo lực, hình ảnh thiếu đứng đắn làm trẻ tò mò trước tuổi". Còn theo PGS.TS Phạm Văn Tình, Viện Từ điển học và Bách khoa thư Việt Nam, "ngôn ngữ là phương tiện biểu hiện của tư duy. Đọc nhiều truyện tranh sẽ tác động sâu sắc đến tư duy của người đọc. Truyện tranh khiến trẻ lười tưởng tượng, điều đó dần dần hình thành thói quen lười suy nghĩ, thích cái có sẵn".
Ở Việt Nam, truyện tranh là văn hóa phẩm được giới trẻ ưa đọc nên được đánh giá có tầm ảnh hưởng lớn đến việc hình thành nhân cách. Những truyện tranh ngoại nhập vào Việt Nam hiện nay ngoài các tác phẩm nổi tiếng mang tính nghệ thuật thật sự cũng có nhiều tác phẩm chưa phù hợp với Việt Nam như các truyện ít tính văn chương, thẩm mỹ, còn kích động bạo lực đối với tuổi mới lớn và vào đời những dung tục, khiêu dâm ngày càng công nhiên.
Đây là vấn đề được nhiều phụ huynh cũng như xã hội cảnh báo. Một thực tế hiện tại là truyện tranh thiếu nhi có hình ảnh nhạy cảm, kích dục, đang tác động đến trẻ nhỏ và rất khó ngăn chặn trẻ tiếp xúc với truyện tranh ngoại, đó là hiện tượng truyện tranh ngoại nhập đang bị ô nhiễm. Một số khía cạnh đáng chú ý của vấn đề này là truyện tranh dần thành truyện kích dục, truyện người lớn, truyện thiếu đứng đắn, những truyện tranh là văn hóa phẩm đồi trụy được xuất bản thiếu thận trọng cũng như nhập lậu tràn lan với những hình ảnh, lời thoại không dành cho học sinh, được dán nhãn cho độc giả trưởng thành với những hình ảnh minh họa nhạy cảm, thô tục. Những trang bìa truyện gợi cảm, nội dung thiếu đứng đắn, phần lớn truyện tranh tại các cửa hàng đều không có bản quyền.
Tuy nhiên, điều đáng lưu tâm sâu sắc là phần lớn độc giả thiếu nhi khi được phỏng vấn đều tỏ ra thích truyện nhạy cảm, thậm chí có trường hợp nghiện và có những bi kịch.
| “                                        | Ngoài việc học tập và giải trí, học sinh cần chăm chút đời sống nội tâm, làm giàu cảm xúc, cảm giác để rồi biết lắng nghe những tác động tinh tế từ ngoại giới và cả chính tâm hồn mình. Học sinh nghiện truyện tranh sẽ không có khả năng ấy. Nhiều em sẽ đánh mất nhu cầu chăm sóc đời sống nội tâm. Ngôn ngữ truyện tranh không chỉ kiệm lời đâu mà còn đầy tính bạo lực. Nó làm ảnh hưởng đến nhân cách và tâm hồn trẻ em. Ngoài cho trẻ con đọc truyện tranh như một sự giải trí cần cho các em đọc truyện lời, những tác phẩm văn học có giá trị nghệ thuật. Tôi cũng có cháu nhỏ, nó cũng nghiện đọc truyện tranh. Ngay từ đó tôi đã có ý thức khuyên cháu nên đọc truyện Andersen, cổ tích... để tăng khả năng ngôn ngữ, năng lực cảm nhận về cuộc sống. | ” |
| — Văn sĩ Văn Giá, Đại học Văn hóa Hà Nội | |   |

| “ | Điều đáng tiếc là, việc khai thác truyện tranh đã diễn ra một cách tràn lan, thiếu chọn lọc, khiến cho trên thị trường ngày càng xuất hiện nhiều bộ kém chất lượng, ít được chú trọng tính văn hóa, giáo dục mà nặng về thương mại. Không ít bộ truyện tranh có nhiều yếu tố tình dục, bạo lực, thực sự không phù hợp với văn hóa Việt. Thêm vào đó là việc dịch thuật, biên tập ở nhiều cuốn rất thiếu chọn lọc, cân nhắc về tính đối tượng (bạn đọc nhỏ tuổi), nên càng gây phản cảm. Chính vì thế truyện tranh đã gây không ít ý kiến trái chiều : Nhiều người, trong đó có các bậc phụ huynh, thày cô giáo cho truyện tranh chỉ để giải trí, thiếu nghiêm túc ; hình ảnh và lời văn không phù hợp, làm hỏng tư duy, đặc biệt tư duy ngôn ngữ của trẻ... Nghiêm trọng hơn, có người cho truyện tranh đồng nghĩa với nguy cơ tiêm nhiễm, kích động những yếu tố gây hại cho trẻ. Vì vậy họ công kích truyện tranh, thậm chí cấm trẻ đọc, ngay cả khi không biết mặt mũi cuốn sách ra sao. Nạn in lậu càng tác động tiêu cực đến thị trường truyện tranh. Sách bị in lậu, nhà xuất bản không chỉ bị thiệt hại về kinh tế mà còn ảnh hưởng đến uy tín, do đa phần các sách in lậu rất kém chất lượng. Tình trạng xuất bản truyện tranh không tác quyền vẫn tiếp diễn ngay cả sau khi Việt Nam tham gia Công ước Bern, tạo nên một sự cạnh tranh không bình đẳng giữa các nhà xuất bản thực thi nghiêm túc bản quyền với những người làm sách lậu. Đồng thời khiến hình ảnh về xuất bản Việt Nam bị định kiến trong mắt đối tác nước ngoài. | ” |
| — Ông Nguyễn Huy Thắng – PGĐ&TBT NXB Kim Đồng, Tham luận tại Hội thảo 40 năm quan hệ ngoại giao Việt-Nhật, Hà Nội, 22 tháng 12 năm 2013 | |   |

### Ấn phẩm
- Vân Tiên cổ tích truyện[50]
- Kim Vân Kiều tân truyện
- Bang Bạnh – Xã Xệ – Lý Toét
- Ba đứa trẻ mạo hiểm
- Bé Việt bé Nam
- Vũ Long trong trận đấu kỳ dị
- Kỳ Anh – Điệp vụ dưới đáy bể
- Trong cơn giông bão
- Chiếc hòm bí mật
- Bờm và cuộc thám hiểm hoang đảo
- Thạch Bích Sơn
- Mai Sơn chúa đảo
- Dế Mèn phiêu lưu ký
- Hội xuân Hoa Lâm
- Trên dòng sông Nhị
- Ở xứ hoa đào
- Làng Rừng năm ấy
- Truyện Trê Cóc
- Cổ tích Việt Nam
- Cuộc phiêu lưu của Văn Ngan tướng công
- Dũng sĩ Hesman
- Siêu nhân Việt Nam
- Năm Sài Gòn
- Hải Đại Bàng
- Bi, Bo và Kim Quy
- Những cuộc phiêu lưu của Bóng Nhựa và Bút Thép[51]
- Ba Loe – Tú Lùn
- Phong thần
- Ngọn lửa Hồng Sơn
- Cô tiên xanh
- Trạng Quỳnh
- Trạng Quỷnh[52]
- Linda Kiều[53]
- Ngôi sao đen
- Thần đồng đất Việt
- Cuộc du hành của chú Kiến Tí Nị[54]
- Cậu bé rồng
- Nhị thập tứ hiếu[55]
- Lịch sử Việt Nam bằng tranh
- Truyện tào lao của Vàng Vàng
- An Nam học viện
- Lựa chọn[56]
- Cô bé ganh tị
- Phía sau cánh cửa
- Hạ về trên đồi cỏ lau hồng

### Tiếng Việt
- Hội thảo khoa học Thực trạng và giải pháp nâng cao chất lượng nghệ thuật truyện tranh Việt Nam[liên kết hỏng]
- Cuốn truyện tranh đầu tiên và hành trình trở về đất mẹ
- Truyện tranh Việt về đâu ?
- Truyện tranh Việt Nam liệu có "lên ngôi"
- Từ thú vui đến thành nghề Lưu trữ ngày 25 tháng 3 năm 2019 tại Wayback Machine

### Ngoại ngữ
- A Vietnamese family's refugee story, told through comics